# Whitehall, Wisconsin
Whitehall là một thành phố thuộc quận Trempealeau, tiểu bang Wisconsin, Hoa Kỳ. Năm 2000, dân số của thành phố này là 1651 người.